# Anthropause
Anthropause ist eine Bezeichnung für die globale Reduktion menschlicher Aktivität, vor allem im Reiseverkehr, der von einem Forscherteam im Juni 2020 in einem Artikel über die positiven Umweltauswirkungen der COVID-19-Pandemie der weltweiten Massenquarantäne (Lockdown) auf die Tierwelt und die Umwelt geprägt wurde. Die wissenschaftliche Zeitschrift Nature Ecology & Evolution, in der der Kommentar veröffentlicht wurde, wählte das Thema für die Titelseite ihrer September-Ausgabe mit der Überschrift „Welcome to the anthropause“. Oxford Languages hob das Wort „anthropause“ in seinem Bericht „Words of an Unprecedented Year“ (Wörter eines beispiellosen Jahres) 2020 hervor.

## Wortherkunft und -nutzung
Das Wort besteht aus der Vorsilbe anthropo-, von anthropos (Altgriechisch: ἄνθρωπος), was „menschlich“ bedeutet, und dem englischen Wort „pause“. Seine wörtliche Übersetzung ist entsprechend „menschliche Pause“. Rutz et al. 2020 erklärten in ihrem Artikel, dass ihnen aufgefallen war, dass die Menschen begonnen hatten, den Stillstand als „Great Pause“ („Große Pause“) zu bezeichnen, waren aber der Meinung, dass ein präziserer Begriff hilfreich wäre. Das Wort Anthropause knüpft absichtlich an die vorgeschlagene Geologische Epoche Anthropozän. Es wurde als englischer Begriff nicht großgeschrieben, da es denkbar ist, dass die durch die COVID-19-Pandemie verursachte Anthropause nicht das einzige derartige Ereignis bleiben wird.
Anthropause ist ein Neologismus, der schnell in den allgemeinen Sprachgebrauch übergeht und unter anderem von Nutzern sozialer Medien, Wissenschaftlern, Journalisten, Künstlern, und Fotografen verwendet wird. William Gibson, der Science-Fiction-Autor, der 1982 in seiner Kurzgeschichte Burning Chrome den Begriff „Cyberspace“ prägte, postete am 23. Juni 2020 einen Tweet mit dem einfachen Titel The Anthropause und verlinkte auf den Artikel, in dem der Begriff eingeführt wurde.

## Forschungsprojekte zur Anthropause
Derzeit laufen mehrere globale Forschungsprojekte, um die Auswirkungen der COVID-19-Anthropause zu untersuchen. So wurde in einer Studie vom Juli 2020 ein globaler Rückgang des hochfrequenten seismischen Lärms dokumentiert. In einer anderen Studie, der COVID-19 Bio-Logging Initiative, werden Daten über die Verfolgung von Tieren vor, während und nach der Abriegelung gesammelt, um zu bewerten, wie sich Veränderungen der menschlichen Aktivitäten auf die Bewegungen und das Verhalten einer Vielzahl von Meeres-, Land- und Vogelarten auswirken. In einem 2021 im The Geographical Journal veröffentlichten Artikel wurde die COVID-19-Anthropause historisch in eine Reihe mit anderen Anthropausen gestellt, die zu einem erheblichen Rückgang der menschlichen Aktivitäten führten, wie etwa die Nuklearkatastrophe von Tschernobyl und die Errichtung der Demilitarisierten Zone in Korea. Die Autoren machten darauf aufmerksam, wie ungleich die Anthropause von verschiedenen Gruppen von Menschen und Tieren erlebt wurde, und zeigten eine Reihe bestehender Ungleichheiten auf, da viele Menschen in dieser Zeit nicht die Möglichkeit hatten, eine Pause einzulegen.

## Belege
1. 1 2  
C. Rutz, M.C. Loretto, A.E. Bates, S.C. Davidson, C.M. Duarte, W. Jetz, M. Johnson, A. Kato, R. Kays, T. Mueller, R.B. Primack, Y. Ropert-Coudert, M.A. Tucker, M. Wikelski, F. Cagnacci: COVID-19 lockdown allows researchers to quantify the effects of human activity on wildlife. In: Nature Ecology & Evolution. 4. Jahrgang, Nr. 9, September 2020, S. 1156–1159, doi:10.1038/s41559-020-1237-z, PMID 32572222 (englisch).
2. ↑  Carl Zimmer:  The Secret Life of a Coronavirus - An oily, 100-nanometer-wide bubble of genes has killed more than two million people and reshaped the world. Scientists don't quite know what to make of it., 26. Februar 2021. Abgerufen im 28. Februar 2021 (englisch).
3. ↑  Welcome to the anthropause. In: Nature. 4. Jahrgang, Nr. 9, September 2020 (englisch, nature.com).
4. ↑  Oxford Word of the Year 2020 | Oxford Languages. In: languages.oup.com. Abgerufen am 25. November 2020 (britisches Englisch).
5. ↑  R. Manenti, E. Mori, V. Di Canio, S. Mercurio, M. Picone, M. Caffi, M. Brambilla, G.F. Ficetola, D. Rubolini: The good, the bad and the ugly of COVID-19 lockdown effects on wildlife conservation: Insights from the first European locked down country. In: Biological Conservation. 249. Jahrgang, September 2020, S. 108728, doi:10.1016/j.biocon.2020.108728, PMID 32863391, PMC 7441970 (freier Volltext) – (englisch).
6. ↑  L.R. Forti, H.F. Japyassú, J. Bosch, J.K. Szabo: Ecological inheritance for a post COVID-19 world. In: Biodiversity and Conservation. 29. Jahrgang, Nr. 11–12, August 2020, S. 3491–3494, doi:10.1007/s10531-020-02036-z, PMID 32836921, PMC 7424962 (freier Volltext) – (englisch).
7. ↑  Tracking data show how the quiet of pandemic-era lockdowns allowed pumas to venture closer to urban areas. In: ScienceDaily. Abgerufen am 7. Juli 2021 (englisch).
8. ↑  Victoria Gill: Scientists examine the great 'human pause'. In: BBC News. 23. Juni 2020, abgerufen am 7. September 2020 (britisches Englisch).
9. 1 2  Erik Stokstad: The pandemic stilled human activity. What did this 'anthropause' mean for wildlife? In: Science | AAAS. 13. August 2020, abgerufen am 7. September 2020 (englisch).
10. ↑  Erin Malsbury: How the Hush of Pandemic Lockdown Changed Wildlife Behavior. In: Good Times Santa Cruz. 7. Juli 2021, abgerufen am 7. Juli 2021 (amerikanisches Englisch).
11. ↑  Anthropause Painting. In: Saatchi Art. Abgerufen am 7. September 2020 (englisch).
12. ↑  William Gibson: The Anthropause. In: Twitter. Abgerufen am 7. September 2020 (englisch).
13. ↑  Matt Simon: The Anthropause: How the Pandemic Gives Scientists a New Way to Study Wildlife. In: wired.com. Abgerufen am 6. Oktober 2020 (englisch).
14. ↑  Santiago Zuluaga, Karina Speziale, Sergio A. Lambertucci: Global Aerial Habitat Conservation Post-COVID-19 Anthropause. In: Trends in Ecology & Evolution. 36. Jahrgang, Nr. 4, 1. April 2021, ISSN 0169-5347, S. 273–277, doi:10.1016/j.tree.2021.01.009, PMID 33546875 (englisch).
15. ↑  T. Lecocq, S.P. Hicks, K. Van Noten, K. van Wijk, P. Koelemeijer, R.S. De Plaen, F. Massin, G. Hillers, R.E. Anthony, M.T. Apoloner, M. Arroyo-Solórzano, J.D. Assink, P. Büyükakpınar, A. Cannata, F. Cannavo, S. Carrasco, C. Caudron, E.J. Chaves, D.G. Cornwell, D. Craig, O.F. den Ouden, J. Diaz, S. Donner, C.P. Evangelidis, L. Evers, B. Fauville, G.A. Fernandez, D. Giannopoulos, S.J. Gibbons, T. Girona, B. Grecu, M. Grunberg, G. Hetényi, A. Horleston, A. Inza, J.C. Irving, M. Jamalreyhani, A. Kafka, M.R. Koymans, C.R. Labedz, E. Larose, N.J. Lindsey, M. McKinnon, T. Megies, M.S. Miller, W. Minarik, L. Moresi, V.H. Márquez-Ramírez, M. Möllhoff, I.M. Nesbitt, S. Niyogi, J. Ojeda, A. Oth, S. Proud, J. Pulli, L. Retailleau, A.E. Rintamäki, C. Satriano, M.K. Savage, S. Shani-Kadmiel, R. Sleeman, E. Sokos, K. Stammler, A.E. Stott, S. Subedi, M.B. Sørensen, T. Taira, M. Tapia, F. Turhan, B. van der Pluijm, M. Vanstone, J. Vergne, T.A. Vuorinen, T. Warren, J. Wassermann, H. Xiao: Global quieting of high-frequency seismic noise due to COVID-19 pandemic lockdown measures. In: Science. 369. Jahrgang, Nr. 6509, Juli 2020, S. 1338–1343, doi:10.1126/science.abd2438, PMID 32703907, bibcode:2020Sci...369.1338L (englisch).
16. ↑  Adam Searle, Jonathon Turnbull, Jamie Lorimer: After the anthropause: Lockdown lessons for more-than-human geographies. In: The Geographical Journal. 187. Jahrgang, 2021, ISSN 1475-4959, S. 69–77, doi:10.1111/geoj.12373 (englisch).